# 桜山駅
桜山駅（さくらやまえき）は、愛知県名古屋市瑞穂区桜見町1丁目にある、名古屋市営地下鉄桜通線の駅である。駅番号はS11。
名古屋市立大学病院が近隣にあることから駅案内板に副駅名称として市立大学病院とも表記されている。アクセントカラーはライムグリーン。

## 概要
桜山町は昭和区側の地名であり、かつては昭和区側の桜山交差点に市電の桜山駅が位置していたが、後に設置された地下鉄駅は桜山交差点の直下はコンコースの北端に位置しており、駅機能は瑞穂区側に位置している。なお、8箇所ある出入口のうち1・2・7・8番出入口が昭和区に、3 - 6番出入口が瑞穂区にそれぞれ位置している。
コンコースに、かつての風景や敷設されていた市電をしのぶ壁画がある。

## 歴史
- 1994年（平成6年）3月30日：開業[2]。
- 2006年（平成18年）12月：シーテックにより新交通広告表示システムの実証実験が行われる。
- 2011年（平成23年）6月4日：可動式ホーム柵使用開始[4]。
- 2020年（令和2年）
  - 8月17日：同地下鉄初の待合室の整備開始。
  - 12月5日：同地下鉄初の待合室が完成。クールエリアとして使用開始。
- 2023年（令和5年）
  - 4月1日：組織改正により桜通線運転区に移管された。[5]

## 駅構造

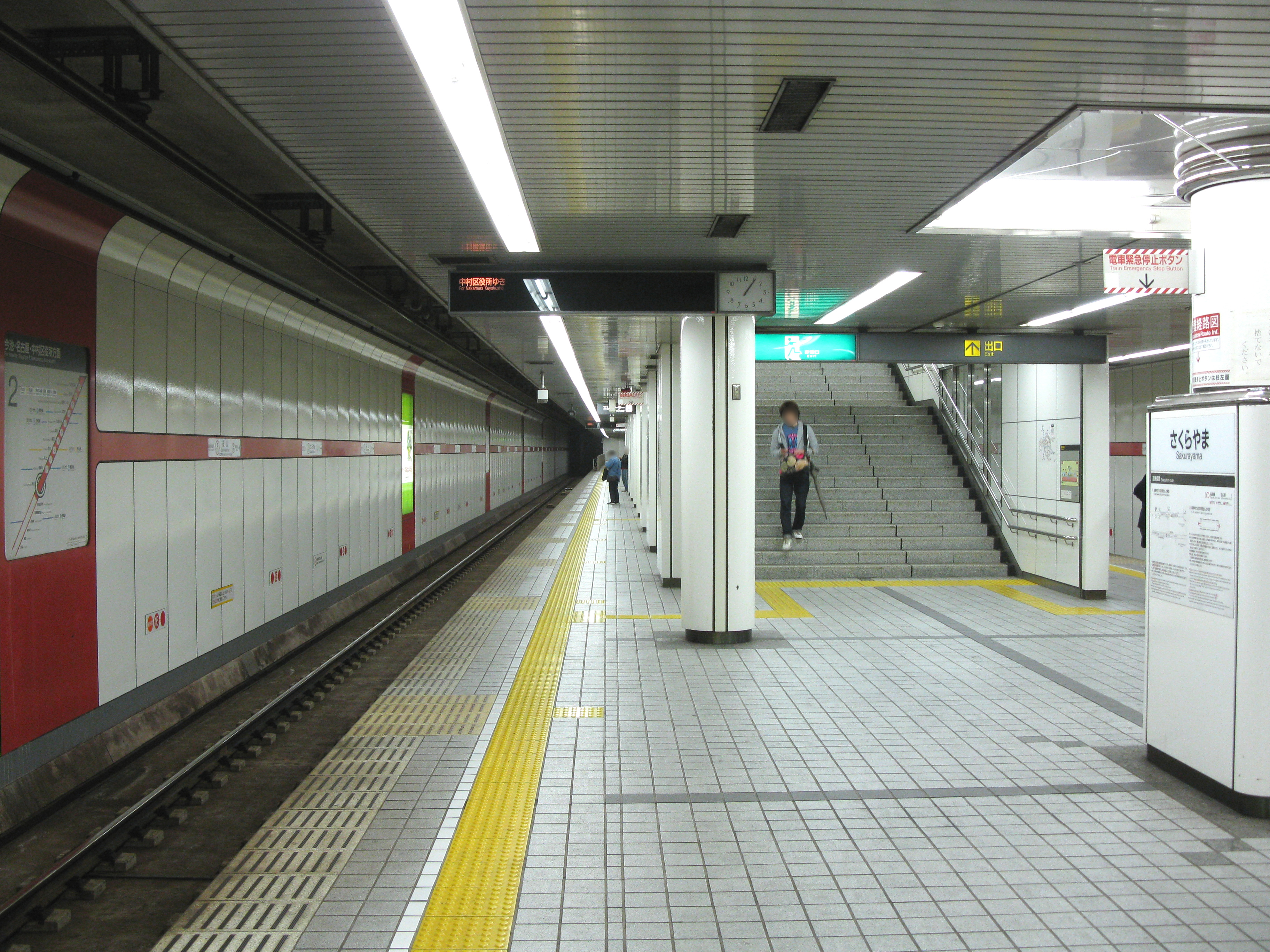
ホーム（2010年3月　ホーム柵設置前）

島式1面2線のホームを持つ地下駅で、可動式ホーム柵が設置されている。ホームは20m車8両編成まで対応している。徳重寄りに2編成を縦に留置できる引き上げ線が1本あり、早朝に2本設定されている当駅始発列車（太閤通行き2本）に供されている。名古屋市立大学病院に最も近い3番出入口の近くにエレベーターが設置されている。この出入口とコンコースを結ぶ階段が特に短く、当駅は桜通線の駅としては比較的浅い位置にホームがある。ただし中村日赤駅や八事日赤駅とは異なり、病院とは直結していない。
当駅は、桜通線運転区が管轄している。
改札外に薬局とステーションATM（名古屋銀行）が設置されている。また2017年7月18日より、改札内に「ローソン名古屋地下鉄桜山駅店」が設置されている（かつては「サークルKミニ名古屋桜山店」があったが、契約満了のため2017年3月23日に閉店した）。
また、同地下鉄としては初の「クールエリア（空調設備付きの待合室）」が2020年12月5日に完成した（当初は11月15日に完成予定だった）。

### のりば
| ホーム | 路線   | 行先                     |
| ------ | ------ | ------------------------ |
| 1      | 桜通線 | 新瑞橋・徳重方面         |
| 2      | 桜通線 | 今池・名古屋・太閤通方面 |

## 利用状況
桜通線内での単独駅としては最も利用者数が多く、2019年度の一日平均の乗車人員は12,690人であった。

## 駅周辺
桜山交差点は南北に延びる名古屋環状線と東西に延びる八熊通の交点であり、1970年代までは名古屋市電も道路上を通っており交通の要衝になっている。なお、桜山交差点付近には市立大学病院停留場（旧称：桜山町停留場）が存在した。地下鉄桜山駅の周辺には高等学校が3校のほかに名古屋市立大学病院などもあり、商店街が形成されている。地下鉄は現在南北方向にのみ建設されており、現在東西方向には鉄道はない。

### 公共施設
- 名古屋市博物館（休館中）
- 昭和税務署

### 文教施設
- 名古屋市立大学 川澄キャンパス・山の畑キャンパス
  - 名古屋市立大学病院
- 名古屋市立向陽高等学校
- 享栄高等学校（享栄学園）
- 名古屋経済大学高蔵高等学校・中学校（市邨学園）
- 名古屋市立桜山中学校
- 愛知文化服装専門学校（八木学園）
- 名古屋保育・福祉専門学校（名古屋自由学院）
- 名古屋看護専門学校（愛知県医師会、2006年3月31日閉校）
- 名古屋大学留学生会館

### 商業施設
- 桜山商店街 : 毎年夏に催事が行われる。

### 郵便局・金融機関
- 昭和郵便局
- あいち銀行 桜山支店
  - 名古屋市立大学病院内にもATMがある。
- 名古屋銀行 桜山支店
- 十六銀行 桜山支店
- 岡崎信用金庫 滝子支店
- 三菱UFJ銀行 滝子・名古屋市立大学病院出張所、※ 名古屋市立大学 川澄キャンパス内に立地している。

### 周辺道路
- 環状線（名古屋市道名古屋環状線）
この下を桜通線が通る。
- 八熊通（愛知県道29号弥富名古屋線）

## バス路線
最寄りのバス停留所は、桜山交差点の東西にある桜山バス停である。ただし市立大学病院バス停も乗換駅とされている（※の付いた系統が市立大学病院バス停にも停車する。市立大学病院バス停は桜山駅3・6番出入口の近くにある）。4・5番出入口からは更に南にある川澄町バス停や瑞穂通一丁目バス停にも近い（いずれも桜山・金山方面行きのみ停車）。
桜山バス停には以下の路線が乗り入れ、名古屋市営バス（名古屋市交通局）により運行されている。なお、桜通線開業前は名古屋環状線を経由して名鉄神宮前や新瑞橋、千種駅前、大曽根などへ向かう路線も存在した。
- 栄26 : 栄 行き、博物館 行き ※
- 金山11 : 金山 行き、池下 行き
- 金山12 : 金山 行き、妙見町 行き ※
- 金山12 : 金山 行き ※
- 金山14 : 金山 行き、瑞穂運動場東 行き ※
- 金山16 : 金山 行き、瑞穂運動場東 行き
- 黒川12 : 中切町 行き、博物館 行き ※
- 瑞穂巡回 : 新瑞橋 行き ※
- 御．金 : 金山 行き、御器所通 行き

## 隣の駅
名古屋市営地下鉄
 桜通線
御器所駅 (S10) - 桜山駅 (S11) - 瑞穂区役所駅 (S12)